# Гибсон (Арканзас)
Гибсон (енгл. Gibson) насељено је место без административног статуса у америчкој савезној држави Арканзас.

## Демографија
По попису из 2010. године број становника је 3.543, што је 1.135 (-24,3%) становника мање него 2000. године.
| Група             | 2000.         | 2010.         |
| Белци             | 3.979 (85,1%) | 2.789 (78,7%) |
| Афроамериканци    | 416 (8,9%)    | 478 (13,5%)   |
| Азијати           | 27 (0,6%)     | 14 (0,4%)     |
| Хиспаноамериканци | 123 (2,6%)    | 167 (4,7%)    |
| Укупно            | 4.678         | 3.543         |